# Гарасим'юк Олександр Іванович
Гарасим'юк Олександр Іванович (нар. 1 березня 1983, Івано-Франківська область) — полковник, Державна служба України з надзвичайних ситуацій, начальник Печерського районного управління ГУ ДСНС України у м. Києві (із 25 грудня 2023).

## Біографія
Народився 01 березня 1983 року[неавторитетне джерело],
освіта: в 2006 закінчив Львівський державний університет безпеки життєдіяльності;
2012 — Київський університет права Національної академії наук України;
2016 — Львівський державний університет безпеки життєдіяльності, ад'юнктура;
2019 — Харківський регіональний інститут державного управління при Президентові України;
3 2016 — Український Вільний Університет (Мюнхен, Німеччина).
Кандидат технічних наук (2016)

## Професійна діяльність
З червня 2003 року — старший інспектор Тисменицького районного відділу Управління пожежної безпеки в Івано-Франківській області Держпожбезпеки МНС України, з грудня 2003 — начальник відділу з питань наглядово-профілактичної діяльності Тисменицького районного відділу Головного управління МНС України в Івано-Франківській області, з серпня 2005 — інспектор відділу з питань наглядово-профілактичної діяльності Святошинського районного управління Головного управління МНС України в м. Києві, з березня 2008 — старший інспектор відділу з питань наглядово профілактичної діяльності Святошинського районного управління Головного управління МНС України в м. Києві, з травня 2009 — заступник начальника відділу з питань наглядово-профілактичної діяльності Святошинського районного управління Головного управління МНС України в м. Києві, з жовтня 2010 — старший інспектор відділу організації служби та реагування на надзвичайні ситуації, застосування пожежної та спеціальної техніки Києво-Святошинського районного управління Головного управління МНС України в Київській області, з лютого 2013 — заступник начальника Києво-Святошинського районного відділу Головного управління Держтехногенбезпеки у Київській області, з січня 2014 — заступник начальника Обухівського районного відділу Головного управління ДСНС України у Київській області, з січня 2015 — начальник відділу державного нагляду, контролю та цивільного захисту Шевченківського РУ ГУ ДСНС України у м. Києві, з вересня 2015 — начальник відділу техногенної безпеки ГУ ДСНС у м. Києві, з серпня 2016 — провідний фахівець відділу профілактичної роботи на об'єктах підвищеної небезпеки Центру організації заходів пожежної та техногенної безпеки Оперативно-рятувальної служби цивільного захисту Управління забезпечення Оперативно-рятувальної служби ДСНС України, з квітня 2019 — заступник начальника управління — начальник відділу запобігання надзвичайним ситуаціям Деснянського РУ ГУ ДСНС України у м. Києві
З грудня 2020 — докторант докторантури, ад'юнктури Львівського державного університету безпеки життєдіяльності ДСНС України.
З травня 2022 — начальник Святошинського районного управління Головного управління ДСНС України у м. Києві.
З грудня 2023 — начальник Печерського районного управління Головного управління ДСНС України у м. Києві.
Брав безпосередню участь у ліквідації наслідків катастрофічних паводків 2003 року на Івано-Франківщині. У 2004 році особисто організовував роботи по ліквідації наслідків буревіїв в населених пунктах Тисменецького району Івано-Франківської області.
У 2016 році брав участь в організації роботи Міжвідомчого координаційного штабу з питань, пов'язаних із соціальним забезпеченням громадян України, які переміщуються з тимчасово окупованої території та районів проведення антитерористичної операції.
У 2020 році взяв участь у гасінні лісових пожеж в Чорнобильській зоні відчуження. З 2022 року бере безпосередню участь ліквідації наслідків збройної агресії Росії проти України та наданню допомоги населенню.
З 2023 року член Інституту пожежних інженерів, Лондон.

## Наукові роботи[7]
- Особливості гасіння твердих та рідких горючих речовин вогнегасним аерозолем на основі солей калію[8]
- Баланюк В. М., Гарасим'юк О. І. ЗАСТОСУВАННЯ ГАЗОАЕРОЗОЛЬНОПОРОШКОВИХ ВОГНЕГАСНИХ СУМіШЕЙ ДЛЯ ЗАХИСТУ ВіД ЗАПАЛЮВАЛЬНИХ СУМіШЕЙ // ScienceRise. — 2016. — № 2 (22).
- Визначення вогнегасної ефективності деяких аерозольутворюювальних сполук[9]
- Balanyuk V., Kravchenko A., Harasymyuk O. REDUCING THE INTENSITY OF THERMAL RADIATION AT THE SUBLAYER EXTINGUISHING OF ALCOHOLS BY ECOLOGICALLY ACCEPTABLE AEROSOLS // Восточно-Европейский журнал передовых технологий. — 2021. — № 10-109.
- ВПЛИВ ДОБАВОК СО2 НА ВОГНЕГАСНУ ЕФЕКТИВНІСТЬ БІНАРНОЇ АЕРОЗОЛЬНО-ГАЗОВОЇ СУМІШІ[10]
- Reducing the intensity of thermal radiation at the sublayer extinguishing of alcohols by ecologically acceptable aerosols[11]
- Protection Materials and Energy Engineering[12]
- ПІДВИЩЕННЯ ЕФЕКТИВНОСТІ ГАСІННЯ ПОЖЕЖ НА ВІДКРИТИХ ЕЛЕКТРИЧНИХ ПІДСТАНЦІЯХ ШЛЯХОМ ВИКОРИСТАННЯ ВОГНЕГАСНИХ АЕРОЗОЛІВ[13]
- Комбіноване аерозольно-порошкове пожежогасіння[14]
- Визначення вогнегасної ефективності аерозоль-утворювальних сумішей з добавкою амоній гідрогенфосфату[15]